# OVB Holding
OVB Holding AG je nadnárodní akciová společnost, zabývající se poskytováním finančních služeb a finančního poradenství. Byla založena v roce 1970 v Kolíně nad Rýnem. Od roku 2006 je kótována na frankfurtské burze. Působí v 16 evropských zemích, kde získala přibližně 4 miliony zákazníků.
Na českém trhu společnost působí jako akciová společnost s názvem OVB Allfinanz a.s. od roku 1993. Společnost je členem České asociace společností finančního poradenství a zprostředkování. Je dceřinou společností německé OVB Holding.

## Historie
- Společnost OVB vznikla roku 1970 v Kolíně nad Rýnem.
- 1991 byla založena OVB Rakousko.
- 1992 vznikly další pobočky: OVB Polsko, OVB Maďarsko a OVB Česká republika a zároveň do obchodního rejstříku v Praze byla zapsána společnost OVB Allfinanz.
- 1993 byly založeny OVB Slovenská republika, Fidicon AG (Švýcarsko) a OVB Řecko.
- 1999 vznikla OVB Chorvatsko.
- 2000 byly otevřeny první pobočky v Římě, Miláně, Veroně a Bolzanu.
- 2001 byly založeny OVB Rumunsko a OVB Španělsko. Od 1. ledna 2001 funguje společnost pod novým jménem OVB Vermögensberatung.
- 2003 instituce OVB na podporu chudých „Menschen in Not“ (Lidé v nouzi) oslavila 20 let svého trvání. Založena OVB Francie.
- 2004 byla založena holdingová společnosti OVB Holding, která převzala strategické vedení koncernu OVB. Holdingová společnost zastřešuje od obchodního roku 2004 rovnocennou působnost všech 13 společností, mezi nimi i OVB Vermögensberatung pro německý trh.
- 2006 OVB Holding vstoupila na frankfurtskou burzu v Prime Standard.
- 2007 byla založena OVB Ukrajina skupina. OVB Allfinanz se zapojila do certifikovaného celoevropského vzdělávání OVB, vlastního vzdělávacího systému CFC.
- 2010 OVB Česká republika představila unikátní projekt na zvyšování finanční gramotnosti žáků druhého stupně základních škol „Moje familie“, tento projekt se následně rozšířil také na Slovensko a Ukrajinu.
- 2018 OVB mění své logo a do své vizuální image zapojuje barvy, tvary a perspektivy.
- 2019 OVB se rozšiřuje do patnácté země v Evropě akvizicí belgické společnosti Willemot NV.
- 2020 OVB slaví 50 let v Evropě.

## Kontroverze

### Kauza Helvag
V roce 1997 začala OVB Allfinanz nabízet produkty švýcarského spolku Helvag, který investoval do realit a steakových restaurací. Minimální vklad byl 200 000,- Kč, 10 000,- Kč činil vstupní poplatek, přičemž OVB slibovala garantovaný roční výnos ve výši 5,6 %. Spolek Helvag ukončil svou činnost v červnu 2001, kdy policie provedla kontroly v sídlech společnosti ve Švýcarsku, Německu, Lucembursku a České republice. Státní zástupce ve Würzburgu obvinil manažery Helvagu ze zpronevěry, podvodu a praní špinavých peněz. Zatčeno bylo celkem 14 lidí. V červnu 2001 OVB Allfinanz stáhla produkty Helvagu z nabídky, aniž by stávající klienty informovala o problémech s investicí, tudíž někteří stále posílali v dobré víře pravidelné platby. Poprvé byli o potížích Helvagu informováni v srpnu 2002. Společnost byla definitivně vymazána z obchodního rejstříku 1. června 2006, přičemž o vklad v celkové hodnotě 300 000 000,- Kč přišlo zhruba 1200 investorů z České republiky.
Poškození klienti založili občanské sdružení Investoři Helvag a podali na OVB několik trestních oznámení a soudních žalob, v nichž požadovali kompenzaci za ztracenou investici.
 Kauza Helvag je mimo jiné uváděna jako jedna z příčin, i když ne hlavní, proč v roce 2007 přestoupilo zhruba 650 spolupracovníků z OVB do nově vzniklé poradenské společnosti Partners. Stejně tak se stala jedním z důvodů, proč řada poradenských společností opustila Asociaci finančních poradců a zprostředkovatelů (AFIZ), v níž hrála OVB stěžejní roli, a založila novou instituci Unii společností finančního zprostředkování a poradenství (USF). Zatímco etický výbor AFIZ, který se kauzou Helvag zabýval, dospěl k závěru, že případ svého člena OVB nemůže řešit, protože k němu došlo ještě před vznikem této organizace, USF upozorňovala na velkou škodu, kterou OVB způsobila nejen sobě, ale také celému trhu finančních poradců a zprostředkovatelů
 a rovněž argumentovala tím, že poradenská společnost musí nést odpovědnost za jednání svých zástupců.

### Rada nad zlato
V roce 2016 natočil student dokumentaristiky Jakub Charvát o praktikách společnosti OVB Allfinanz půlhodinový dokument Rada nad zlato. OVB Allfinanz autora dokumentu zažalovala za poškozování dobrého jména, požadovala odškodné a různými prostředky včetně předběžného soudního opatření se pokoušela o zamezení promítání dokumentu. Autor dokumentu kritizuje firemní kulturu OVB a nedostatečnou erudici finančních poradců, kteří jsou dle jeho názoru rekrutováni převážně mezi středoškoláky a vysokoškoláky, kteří ve skutečnosti nerozumí finančním produktům, které nabízejí. Kritizován zde je i ekonomický princip, tzv. multi-level marketing, připomínající pyramidu, na kterém fungování OVB Allfinanz spočívá. V závěru dokumentu jsou kritizované také další společnosti poskytující „nezávislé“ finanční poradenství. Ani ne měsíc po největších diskusích okolo filmu byli ve firmě odvoláni tři vysoce postavení ředitelé.
V dokumentu jsou vidět záběry z interních akcí OVB, ve kterých vystupuje Martin Zoubek, který byl v té době zemským ředitelem (nejvyšší pozice, kterou lze v provizním systému OVB dosáhnout). Podle ředitele poradenské společnosti Partners byli poradci z ředitelství Martina Zoubka těmi, kteří kazili pověst finančním poradcům. V roce 2016 dostal Martin Zoubek anticenu od Asociace finančních poradců za negativní přístup k finančnímu poradenství. Prezident asociace Vladimír Švorba zmínil dokument Rada nad zlato jakožto jeden z příkladů, který ukazuje jakým způsobem obchodní struktura Martina Zoubka dlouhodobě fungovala. „Ty důvody (proč anticenu dostal) ukázalo třeba video Rada nad zlato. V jejich struktuře to takto funguje dlouhodobě," přiblížil prezident důvod udělení anticeny. Martin Zoubek krátce po uvedení dokumentu ukončil spolupráci s OVB. Po odchodu z OVB odkoupil podíl v poradenské společnosti BEplan od společnosti Bohemia Energy Services.

### Pokuta od ČNB za klamání klientů
V roce 2016 dostala OVB Allfinanz od České národní banky finanční pokutu ve výši 5 miliónů Kč za užívání tzv. klamavých obchodních praktik.